# TOGAF

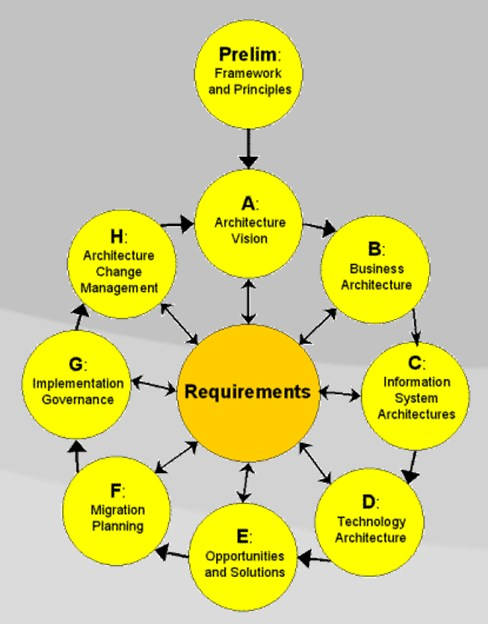
TOGAF ADM.

The Open Group Architecture Framework (TOGAF) é um framework de arquitetura corporativa que provê uma abordagem global ao design, planejamento, implementação e governança de uma arquitetura corporativa.
A arquitetura é tipicamente modelada em quatro níveis ou domínios: Negócios (Business), Aplicação (Application), Dados (Data) e Tecnologia (Technology).  Um conjunto de arquiteturas base é fornecido para permitir que a equipe de arquitetura vislumbre o estado futuro e atual da arquitetura.

## Visão geral
Um framework de arquitetura é uma ferramenta que pode ser usada pelo arquiteto de sistemas para desenvolver uma grande variedade de diferentes arquiteturas. Ele deve:
- descrever um método para a definição de um sistema de informação em termos de um conjunto de  blocos
- mostrar como os blocos se encaixam
- conter um conjunto de ferramentas
- prover um vocabulário comum
- incluir uma lista de padrões recomendados
- incluir uma lista de produtos compatíveis que podem ser usados para implementar os blocos

O padrão ANSI / IEEE 1471-2000 para especificação de arquitetura (de utilização intensiva de sistemas de software) pode ser descrito como: "a principal organização de um sistema, consubstanciados em seus componentes, suas relações uns com os outros e com o ambiente, bem como os princípios que regem a sua concepção e evolução".
Entretanto TOGAF tem sua própria visão, que pode ser especificada tanto como uma "descrição formal de um sistema, ou um detalhado planejamento do sistema no nível de componentes para guiar a sua implementação", ou como "a estrutura de componentes, seus interrelacionamentos, e os princípios e diretrizes que regem sua concepção e evolução ao longo do tempo".